# 大久保和正
大久保 和正（おおくぼ かずまさ、1953年（昭和28年） - ）は日本の経済学者、官僚。専門は財政学、銀行論、国際金融論。武蔵野大学政治経済学部政治経済学科教授。博士（経済学）（京都大学、2009年）。東京都出身。

## 略歴

### 学歴
- 1978年3月 東京大学工学部計数工学科数理コース卒業
- 2009年11月 博士（経済学）（京都大学）(財政学・金融論・国際金融論)
- 2012年3月 桜美林大学国際学研究科 大学アドミニストレーション 修士課程修了、修士（大学アドミニストレーション）(経営学)

### 職歴
- 1978年4月 大蔵省入省（主計局調査課）[1]
- 1981年7月 名古屋国税局調査査察部国税調査官
- 1982年7月 大蔵省銀行局総務課企画係長[1]
- 1984年7月 大阪国税局伊丹税務署長
- 1985年7月 国鉄再建監理委員会参事官補佐[1]
- 1988年7月 大蔵省大臣官房調査企画課長補佐[2]
- 1989年6月 - 1992年7月 外務省在香港日本国総領事館領事
- 1994年6月 - 1997年7月 日本輸出入銀行海外投資研究所主任研究員（ロンドン）
- 1997年7月 大蔵省理財局国有財産第二課長
- 1998年7月 大蔵省理財局国有財産第一課長
- 1999年7月 大蔵省理財局国庫課長
- 2001年7月 - 2003年7月 内閣府沖縄振興局総務課長
- 2002年4月 - 2005年9月 東京大学教養学部非常勤講師
- 2003年7月 - 2005年7月 東京医科歯科大学教養部教授
- 2004年4月 - 2006年9月 学習院大学法学部政治学科非常勤講師
- 2004年4月 - 2006年7月 東京医科歯科大学財務担当副理事
- 2006年8月 中国財務局長
- 2008年7月 - 2010年7月 コロンビア大学東アジア研究所客員研究員
- 2008年7月 - 2010年7月 コロンビア大学日本経済経営研究所客員研究員
- 2010年7月30日 財務省大臣官房審議官（大臣官房担当）[3]
- 2011年3月31日 財務省退職
- 2011年4月 武蔵野大学政治経済学部政治経済学科教授
- 2011年5月 - 2012年3月 財務総合政策研究所特別研究官
- 2011年6月 大成温調監査役（社外、非常勤）
- 2022年4月 学校法人鉄蕉館（亀田医療大学・亀田医療技術専門学校）監事

### 学会
- 2004年9月 日本経済学会
- 2005年11月 日本政治学会分野別研究会（政治史・政治過程）
- 2010年4月 日本財政学会
- 2012年7月 高等教育質保証学会

### その他
- 2003年11月28日 21世紀大学経営協会会員

## 著書
- 『財政金融制度のグローバルスタンダード ロンドンからの視点』（日本評論社 2002年10月 ISBN 4535553041 , 増補改訂版 2009年2月 ISBN 9784535555907）

## 論文
- 『変容する香港のカレンシーボード制』 2003年6月
- 『政府紙幣発行の財政金融上の位置づけ 実務的観点からの考察』 2004年6月
- 『The Nature and Role of the Civil Service in Japanese Government Decision-making』 2005年7月
- 『コロンビア大学からみた日米の高等教育』 2010年9月
- 『医師の地域的偏在と医療費』（研究ノート） 2012年7月